# Caledonia (Ontario)
Caledonia ist eine Gemeinde am Grand River im Haldimand County, Ontario, Kanada. Laut der kanadischen Volkszählung von 2021 hatte sie 12.179 Einwohner. Caledonia liegt im Bezirk 3 des Haldimand County. Der für Bezirk 3 gewählte Stadtrat ist Dan Lawrence. Im Jahr 2021 gab es in Caledonia 4.310 Privatwohnungen.
Caledonia liegt an der Kreuzung von Highway 6 und Haldimand Highway 54 (innerhalb der Stadt heißen diese Straßen Argyle Street bzw. Caithness Street) am Grand River.